# Васильев, Леонид Лазаревич
Леони́д Ла́заревич Васи́льев (25 августа [6 сентября] 1877 года или 1880 — 1921 или 1923 или 1920, Лигово) — российский лингвист, акцентолог, диалектолог, исследователь истории славянских языков. Первооткрыватель закона Васильева — Долобко. «Один из крупнейших русских лингвистов» (В. Б. Крысько).

## Биография
В 1897—1901 учился в Императорском Санкт-Петербургском университете, оставлен для приготовления к профессорскому званию (1902—1905). Учился у А. И. Соболевского, затем у А. А. Шахматова. В апреле 1903 года, будучи магистрантом Петербургского университета, принял участие в Предварительном съезде русских филологов по приглашению Отделения русского языка и словесности Императорской академии наук.
В 1904—1907 годах жил в новом доме № 17 по Гатчинской улице (он же — № 60 по Малому проспекту), в 1908 — в № 16 по Большой Зелениной улице. В 1909 — в № 29 по той же улице. Преподавал в мужской гимназии при католической церкви св. Екатерины. В 1908—1910 годах преподавал на Высших женских курсах церковнославянский язык и историю русского языка, в 1910—1914 — приват-доцент кафедры славянского языкознания Петербургского университета. Также проживал в доме № 1 по Пудожской улице, квартира 24.
С 14 октября 1909 года — действительный член Императорского Русского географического общества по отделению этнографии. В 1910—1915 годах — делопроизводитель в департаменте общих дел министерства народного просвещения. С 1910 коллежский секретарь, жил в доме 6 по Каменноостровскому проспекту. С 1913 титулярный советник, жил в доме 17 по Геслеровскому переулку. С 1915 — коллежский асессор.
Васильев увлекался также поэзией. Дочь — учительница начальных классов Анна Леонидовна Васильева.
С марта 1913 года прекратил работу в связи с тяжёлой наследственной болезнью. В 1914—1915 годах пребывал в лечебнице для нервных и душевнобольных А. Э. Бари. Умер, «пробывши около десяти лет в психическом расстройстве».
Архив Васильева не сохранился, но отдельные документы хранятся в Санкт-Петербургском филиале Архива Российской академии наук, в том числе письма к Шахматову (Ф. 134. Оп. 3. № 238), и в собрании Института русского языка имени В. В. Виноградова РАН.

## Научная деятельность

### Диалектология и историческая фонетика
Васильев «создал ряд классических работ по исторической фонетике и акцентологии, заложив основы этих дисциплин в славистике» (В. В. Колесов). Изучал славянские памятники письменности, занимался проблемами древнеславянской орфографии и её отношения к звучащей речи; на основе лингвистического анализа древнейших текстов указал несколько новых диалектных особенностей праславянского языка. Разрабатывал проблемы истории украинского языка, изучал старобелорусские письменные памятники и живые белорусские диалекты; этому «замечательному языковеду», по выражению Г. А. Хабургаева, принадлежит также «ряд интересных открытий» в исторической фонетике русского языка.
Выдвинул тезис, что аканье возникло после падения редуцированных; этого же мнения придерживаются большинство учёных и сейчас (Е. А. Галинская даже считает это «бесспорным»). В работе «Гласные в слоге под ударением в момент возникновения аканья…» (1904) показал, что т. н. обоянский (архаический) тип диссимилятивного яканья в русских диалектах возник после падения редуцированных, но до утраты ятя и /ô/ закрытого. Первооткрыватель т. н. нового ятя новгородского типа («пятого ятя»), то есть написание ѣ в соответствие с /e/ (в том числе из /ь/) перед мягкими согласными во всех позициях. Васильев был одним из первых, кто успешно объединял в своих исследованиях проблемы диалектологии и истории языка.
Автор рецензий на работы С. М. Кульбакина, Н. Н. Дурново, Е. Ф. Будде и других.

### Акцентология
Кандидатская работа «Энклитическое употребление слов при предлогах в русском языке» в 1900 году была удостоена золотой медали историко-филологического факультета. В ней учёный систематизировал данные русской поэзии и диалектов по употреблению слов как энклитик после предлогов, сопоставил эти материалы с современными болгарским и сербским языками. Развивая высказанные в ней тезисы, Васильев изложил в работах «К истории звука ѣ…» и «Заметка об акцентовке несклоняемого причастия…» (1905) закономерность, которую впоследствии В. А. Дыбо назвал законом Васильева — Долобко; современная формулировка закона гласит, что при прибавлении энклитики к энклиномену ударение переходит на энклитику, или, в более обобщённом понимании (включая те явления, которые объяснялись «законом Шахматова»), в комплексе «энклиномен + клитики» ударение падает на первую энклитику, а при её отсутствии — на первую проклитику. И поныне это единственный надёжно установленный элемент фразовой просодии древнерусского языка.
В статье «К истории звука ѣ…» (1905) показал, что по особенностям употребления букв Ѣ и Е в некоторых старовеликорусских неакцентуированных памятниках можно надёжно установить место ударения.

#### «О значении каморы…»
Весной 1910 года независимо от Шахматова пришёл к выводу, что открытое незадолго до этого Олафом Броком в некоторых русских диалектах противопоставление открытого и закрытого о связано с древним музыкальным ударением (под циркумфлексом — открытое /ɔ/, под акутом — закрытое /ô/). Открыл две старовеликорусские рукописи, в которых фонемы «типа О» различались на письме с помощью каморы; позже они получили условное название Васильевской псалтири и Васильевского сборника. Эти результаты он изложил в своём основном труде — «О значении каморы в некоторых древнерусских памятниках XVI—XVII веков» (завершён к 1913 году; готовился как магистерская диссертация). При этом в 1912 году должна была выйти статья Шахматова, в которой он также связал диалектное явление с праславянским ударением (соответствующие памятники письменности ему были неизвестны), однако он решил подождать с публикацией до выхода работы Васильева. Печатание книги задерживалось; труд Васильева частично опубликован в 1917, полностью напечатан посмертно в 1929, а статья Шахматова впервые обнародована только в 1964.
Монография Васильева ещё в качестве рукописи награждена в 1916 году Большой Ахматовской премией Императорской Академии наук по рекомендациям Соболевского и Шахматова. В этой работе, состоящей из тринадцати глав, Васильев подробно описал письмо изученных памятников, связал рукописный и диалектный материал также с распределением открытого и закрытого о в словенском языке и др. По оценке Шахматова, «приходится удивляться наблюдательности и научному таланту автора и вместе с тем самым искренним образом пожалеть о том, что его нет среди нас, что он не продолжает своих работ, и что уже нет надежды увидеть в его будущих произведениях такие выдающиеся вклады, каков настоящий труд». «Основополагающей работой» назвал книгу Васильева академик А. А. Зализняк. В дальнейшем это направление изысканий Васильева было продолжено другими исследователями; в середине и второй половине XX века обнаружились памятники, в которых противопоставление /ɔ/ и /ô/ отражалось не с помощью каморы, а других приёмов, например, омеги.
На труды Васильева опирался Кристиан Станг при написании своей знаменитой книги Slavonic Accentuation (1957). В 1972 году в Германии под редакцией Дж. Шевелёва были переизданы все опубликованные до того работы Васильева.

## Труды
1. Новгородское Евангеліе Имп. Публ. Библ. и его западно-русскія вкладныя // Русскій филологическій вѣстникъ. — 1902. — Т. 47, № 1—2. — С. 152—185.
2. Языкъ «Бѣломорскихъ былинъ» // Извѣстія Отдѣленія русскаго языка и словесности Императорской Академіи наукъ. — 1902. — Т. VII, вып. 4. — С. 1—42. Издано отдельным оттиском.
3. Гласные въ слогѣ подъ удареніемъ въ моментъ возникновенія аканья въ обоянскомъ говорѣ // Извѣстія Отдѣленія русскаго языка и словесности Императорской Академіи наукъ. — 1904. — Т. IX, вып. 1. — С. 336—355.
4. Рец. на: Н. Дурново. Описаніе говора деревни Парфёнок. Варшава, 1903 // Извѣстія Отдѣленія русскаго языка и словесности Императорской Академіи наукъ. — 1904. — Т. IX, вып. 2. — С. 372—376.
5. Рец. на: С. М. Кульбакинъ. Къ исторіи и діалектологіи польскаго языка. С.-Пб., 1903 // Журналъ Министерства народнаго просвѣщенія. — 1904. — Т. 354, № 8. — С. 487—503.
6. Къ исторіи звука ѣ в московскомъ говорѣ в XIV—XVII вѣкахъ // Извѣстія Отдѣленія русскаго языка и словесности Императорской Академіи наукъ. — СПб., 1905. — Т. Х, вып. 2. — С. 177—227.
7. Богдановскій Златоустъ XVI в. // Извѣстія Отдѣленія русскаго языка и словесности Императорской Академіи наукъ. — СПб., 1905. — Т. X, вып. 3. — С. 295—338. Издано отдельным оттиском.
8. Замѣтка объ акцентовкѣ несклоняемаго причастія на -лъ // Журналъ Министерства народнаго просвѣщенія. — 1905. — Т. 360, № 8. — С. 464—469.
9. Нѣсколько разъясненій по поводу статьи профессора Б. Ляпунова «Лингвистическія замѣтки» // Русскій филологическій вѣстникъ. — 1907. — Т. 57, вып. 1, № 1. — С. 108—121.
10. Вологодское евангеліе XVI в. // Русскій филологическій вѣстникъ. — 1907. — Т. 57, вып. 2, № 2. — С. 241—281.
11. Къ характеристикѣ сильно-акающихъ говоровъ. I—II // Русскій филологическій вѣстникъ. — 1907. — Т. 58, вып. 2, № 4. — С. 241—262.
12. О случаѣ сохраненія общеславянской группы -dl- въ одномъ изъ старыхъ нарѣчій русскаго языка // Русскій филологическій вѣстникъ. — 1907. — Т. 58, вып. 2, № 4. — С. 263—264.
13. Рец. на: Е. Ѳ. Будде. Лекціи по исторіи русскаго языка. Казань, 1907 // Журналъ Министерства народнаго просвѣщенія. Новая серія. — 1908. — 1—2 (№ 13). — С. 432—438.
  - Е. Ѳ. Будде. Отвѣтъ моему рецензенту // Журналъ Министерства народнаго просвѣщенія. Новая серія. — 1908. — Май (№ 15). — С. 230—234.
    - Леонидъ Васильевъ. Отвѣтъ на отвѣтъ профессора Е. Будде // Журналъ Министерства народнаго просвѣщенія. Новая серія. — 1908. — Май (№ 15). — С. 234—2340.
14. О вліяніи неіотированныхъ гласныхъ на предыдущій открытый слогъ. Главы I–III // Извѣстія Отдѣленія русскаго языка и словесности Императорской Академіи наукъ. — 1908. — Т. XIII, вып. 3. — С. 181—255.
15. Что значитъ фамилія „Тѣнтѣтников“? // Русскій филологическій вѣстникъ. — 1909. — Т. 61, вып. 2, № 2. — С. 223—226. За подписью «Л. В.»[24].
16. Одно соображеніе въ защиту написаній ьрь, ьръ, ъръ, ълъ древнерусскихъ памятниковъ, какъ дѣйствительныхъ отраженій второго полногласія // Журналъ Министерства народнаго просвѣщенія. Новая серия. — 1909. — Т. 22, № 8. — С. 294—313.
17. Нѣсколько данныхъ для опредѣленія звукового качества буквы ѣ сравнительно съ буквою е в памятникахъ XVII вѣка, употребляющихъ эти буквы въ слогѣ подъ удареніемъ по древнему, при замѣнѣ въ слогѣ безъ ударенія буквы ѣ буквою е // Извѣстія Отдѣленія русскаго языка и словесности Императорской Академіи наукъ. — СПб., 1910. — Т. XV, вып. 3. — С. 188—219.
18. Съ какимъ звукомъ могла ассоціироваться буква «неіотированный юс малый» (ѧ) въ сознаніи писцовх нѣкоторыхъ древнейшихъ русскихъ памятниковъ? // Русскій филологическій вѣстникъ. — 1913. — Т. 69, вып. 1, № 1. — С. 181—206.
19. Объ одномъ случаѣ смягченнаго звука n въ общеславянскомъ языкѣ, явившагося не посредствомъ слѣдующаго за нимъ древнего j // Русскій филологическій вѣстникъ. — 1913. — Т. 70, вып. 1, № 3. — С. 71—76.
20. Можно ли основываться въ доказательство существованія въ предкѣ малорусскаго нарѣчія мягкихъ согласныхъ передъ е на современныхъ малорусскихъ формахъ повелительного наклоненія въ родѣ ведіть? // Русскій филологическій вѣстникъ. — 1913. — Т. 70, вып. 1, № 3. — С. 170—172.
21. Два явленія др. ц.-слав. памятниковъ въ освѣщеніи древнерусскихъ текстовъ. 1. О суффиксѣ -ьн- в причастіяхъ страд. залога прошедшаго времени. 2. Древне-церковно-слав. извѣче вмѣсто извлѣче // Русскій филологическій вѣстникъ. — 1913. — Т. 70, вып. 2, № 4. — С. 374—379.
22. О значеніи каморы въ нѣкоторыхъ древнерусскихъ памятникахъ XVI и XVII вѣковъ // Русскій филологическій вѣстникъ. — 1917. — Т. 78, № 3—4. — С. 156—187.

### Посмертные издания
- О значении каморы в некоторых древнерусских памятниках XVI—XVII веков: к вопросу о произношении звука о в великорусском наречии. — Л.: Издательство АН СССР, 1929. — X, 163, [1] с. — (Сборник по русскому языку и словесности. Т. 1, вып. 2. Редактор выпуска акад. Е. Ф. Карский).
  - Л. Копецкий. [Рец.] // Slavia. — 1929. — № 2.
- Труды по истории русского и украинского языков / Edited and with introduction by George Y. Shevelov. — München: Fink, 1972. — XXXIV, 653 S. — (Slavische Propyläen. Bd. 94).